# Deir al-Balah
Deir al-Balah (دير البلح, Dayr al-Balaḥ) er en palæstinensisk by omtrent midt på Gazastriben. Administrationen af den midterste del af Gazastriben har sæde her. Byen havde 49.751 indbyggere i 2006.